# 우에모토 다이카이
우에모토 다이카이(일본어: 上本 大海, 1982년 6월 1일 ~ )는 일본의 전 축구 선수이다.

## 구단 경력
그는 2001년부터 2017년까지 J리그의 주빌로 이와타, 오이타 트리니타, 세레소 오사카, 베갈타 센다이, V-파렌 나가사키, 가고시마 유나이티드 FC에서 활동하였다.